# Николай Мюлер
Николай Мюлер (на немски: Nicolai Müller) е германски футболист, роден на 25 септември 1987 г. в Лор на Майн. Играе като крило в Хамбургер ШФ.

## Клубна кариера
От сезон 2006/2007 Мюлер е част от дублиращия отбор на Гройтер Фюрт, като записва и няколко мача за първия отбор. След престой под наем в Зандхаузен през 2009 г., той започва да играе редовно за първия отбор във Втора Бундеслига. През 2011 г. преминава в отбора от Първа Бундеслига Майнц 05, за който дебютира на 28 август същата година срещу Хановер. С добрите си изяви стига и до националния отбор, а от сезон 2014/2015 е футболист на Хамбургер. Дебютира на 14 септември 2014 г. отново срещу Хановер, а две седмици по-късно срещу Айнтрахт Франкфурт отбелязва първия си гол за отбора. Този гол пада в 58-ата минута и слага край на негативния рекорд на Хамбургер за най-много минути (507) без отбелязан от началото на сезона в Първа Бундеслига, който отборът „подобрява“ в 25-ата минута на същия мач.

## Национален отбор
Мюлер дебютира за националния отбор на 29 май 2013 г. в приятелски мач срещу Еквадор.